# Conmutación de circuitos

Representación esquemática. Conmutación de circuitos.

La conmutación de circuitos es un tipo de conexión que realizan los diferentes nodos de una red para lograr un camino apropiado para conectar dos usuarios de una red de telecomunicaciones. A diferencia de lo que ocurre en la conmutación de paquetes, en este tipo de conmutación se establece un canal de comunicaciones dedicado entre dos estaciones. Se reservan recursos de transmisión y de conmutación de la red para su uso exclusivo en el circuito durante la conexión. Ésta es transparente: una vez establecida parece como si los dispositivos estuvieran realmente conectados. 
La comunicación por conmutación de circuitos implica tres fases: 
1. El establecimiento del circuito. Durante la fase de establecimiento, se reserva un ancho de banda fijo en cada enlace de la ruta.
2. La transferencia de datos. Durante la fase de transferencia, los datos se transmiten a través del circuito dedicado.
3. La desconexión del circuito. Finalmente, en la fase de desconexión, se libera el circuito para su reutilización.

Para comunicarse con otro destino, el origen debe primero finalizar la conexión establecida. Los nodos deben tener capacidad de conmutación y de canal suficiente como para gestionar las conexión solicitada; los conmutadores deben contar con la inteligencia necesaria para realizar estas reservas y establecer una ruta a través de la red.
El ejemplo más conocido de este tipo de conexión es la red telefónica conmutada (RTC), donde se establece una ruta entre el llamante y el receptor antes de que se pueda realizar una llamada. Aunque la conmutación de circuitos fue diseñada originalmente para la transmisión de voz, ha sido ampliamente utilizada en diversas aplicaciones de telecomunicaciones.

## Características

### Prestaciones

#### Latencia de transporte
Primero se manda la sonda, después la cabecera y finalmente lo que quede del paquete.
{\displaystyle t_{CC}=\left[t_{w}+D\cdot \left[t_{r}+\left(t_{s}+t_{w}\right)\right]\right]+\left[t_{w}+D\cdot \left(t_{s}+t_{w}\right)\right]+\left[t_{w}+D\cdot \left(t_{s}+t_{w}\right)+t_{w}\cdot \left(\left\lceil {\frac {L}{W}}\right\rceil -1\right)\right]}
Donde:
- {\displaystyle t_{r}\;:} tiempo de encaminamiento (routing) en el conmutador
- {\displaystyle t_{s}\;:} tiempo de transferencia por el conmutador
- {\displaystyle t_{w}\,:} tiempo de transferencia por el enlace
- {\displaystyle D\,:} distancia entre origen y destino
- {\displaystyle {\frac {L}{W}}:} tamaño (en n.º de flits) del paquete

## La llamada
Para el establecimiento y control de llamadas (y otros fines administrativos), es posible utilizar un canal de señalización dedicado separado desde el nodo final a la red. ISDN es uno de esos servicios que utiliza un canal de señalización independiente, mientras que el servicio telefónico antiguo (POTS) no lo hace.
El método de establecer la conexión y monitorear su progreso y terminación a través de la red también puede utilizar un canal de control separado como en el caso de enlaces entre centrales telefónicas que usan el protocolo de señalización de conmutación de paquetes CCS7 para comunicar la configuración de la llamada y la información de control y usan TDM. para transportar los datos reales del circuito.
Las primeras centrales telefónicas fueron un ejemplo adecuado de conmutación de circuitos. El suscriptor pediría al operador que se conecte a otro suscriptor, ya sea en la misma central o mediante un enlace entre centrales y otro operador. El resultado fue una conexión eléctrica física entre los teléfonos de los dos abonados durante la duración de la llamada. El cable de cobre utilizado para la conexión no se podía utilizar para transportar otras llamadas al mismo tiempo, incluso si los suscriptores de hecho no estaban hablando y la línea estaba en silencio.

## Alternativas
En la conmutación de circuitos, una ruta y su ancho de banda asociado se reservan desde el origen hasta el destino, lo que hace que la conmutación de circuitos sea relativamente ineficaz, ya que la capacidad se reserva independientemente de que la conexión esté en uso continuo o no. La conmutación de circuitos contrasta con la conmutación de mensajes y la conmutación de paquetes. Ambos métodos pueden hacer un mejor uso del ancho de banda de red disponible entre múltiples sesiones de comunicación bajo condiciones típicas en redes de comunicación de datos.
La conmutación de mensajes enruta los mensajes en su totalidad, un salto a la vez, es decir, almacena y reenvía todo el mensaje. La conmutación de paquetes divide los datos que se van a transmitir en paquetes que se transmiten a través de la red de forma independiente. En lugar de estar dedicados a una sesión de comunicación a la vez, los enlaces de red se comparten mediante paquetes de múltiples sesiones de comunicación en competencia, lo que da como resultado la pérdida de las garantías de calidad de servicio que proporciona la conmutación de circuitos.
La conmutación de paquetes puede basarse en la comunicación orientada a la conexión o la comunicación sin conexión. Es decir, basados en circuitos virtuales o datagramas.
Los circuitos virtuales utilizan tecnología de conmutación de paquetes que emula la conmutación de circuitos, en el sentido de que la conexión se establece antes de que se transfieran los paquetes y los paquetes se entregan en orden.
La conmutación de paquetes sin conexión divide los datos que se van a transmitir en paquetes, llamados datagramas, que se transmiten a través de la red de forma independiente. Cada datagrama está etiquetado con su destino y un número de secuencia para ordenar paquetes relacionados, lo que excluye la necesidad de una ruta dedicada para ayudar al paquete a encontrar el camino hacia su destino. Cada datagrama se envía de forma independiente y cada uno puede enrutarse a través de una ruta diferente. En el destino, el mensaje original se reordena en función del número de paquete para reproducir el mensaje original. Como resultado, las redes de conmutación de paquetes de datagramas no requieren que se establezca un circuito y permiten que muchos pares de nodos se comuniquen simultáneamente a través del mismo canal.
La multiplexación de múltiples conexiones de telecomunicaciones sobre el mismo conductor físico ha sido posible durante mucho tiempo, pero cada canal en el enlace multiplexado estaba dedicado a una llamada a la vez o estaba inactivo entre llamadas.

## Ventajas
- El ancho de banda es definido y se mantiene constante durante la comunicación.
- El circuito es fijo, no se pierde tiempo en el encaminamiento de la información.
- La transmisión se realiza en tiempo real, siendo útil para la comunicación de voz y vídeo.
- Si bien existe retardo en el establecimiento de la llamada, el retardo de la transmisión posterior es despreciable; si el tráfico se realiza generalmente entre el mismo par de estaciones puede ser más veloz.

## Desventajas
- Cuando no se utiliza el enlace se desaprovechan recursos (ancho de banda).
- Si la comunicación es a ráfagas en vez de continua, o entre una gran variedad de estaciones, es ineficiente.
- Retraso en el inicio de la comunicación
- El camino físico es siempre el mismo, por lo que no se utilizan los posibles caminos alternativos que puedan surgir que sean más eficientes.
- Se requiere un tiempo para realizar la conexión, lo que conlleva un retraso  en la transmisión de la información